# Latrunculia tetraverticillata
Latrunculia tetraverticillata är en svampdjursart som beskrevs av Mothes, Campos, Eckert och Lerner 2008. Latrunculia tetraverticillata ingår i släktet Latrunculia och familjen Latrunculiidae. Inga underarter finns listade i Catalogue of Life.